# Mansurowka
Mansurowka (ros. Мансуровка) – wieś (sieło) w Rosji, w obwodzie penzeńskim, w rejonie niewierkińskim. W 2010 liczyła 363 mieszkańców, głównie Tatarów.